# Spiccato
.

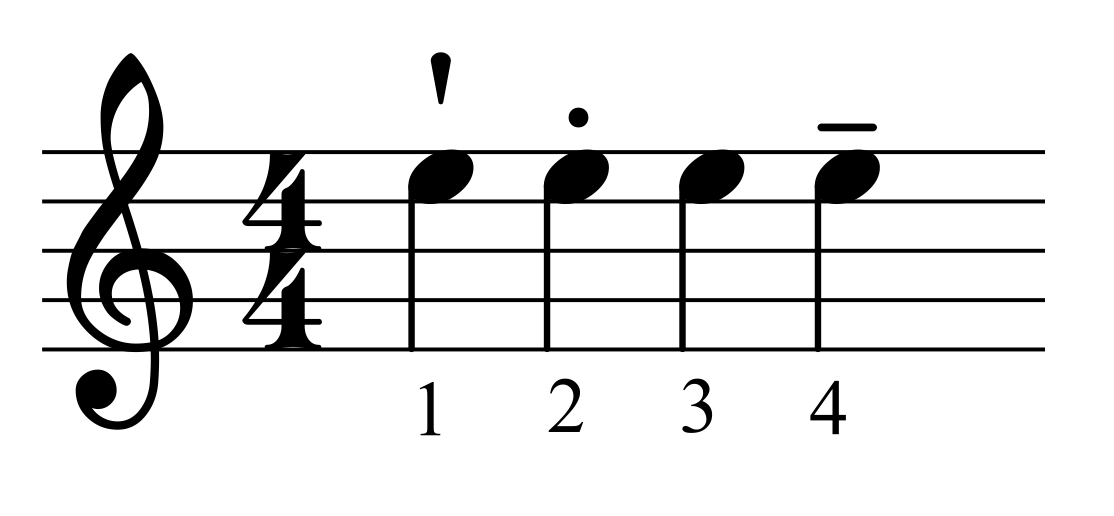
De aanduiding spiccato (geheel links), vervolgens staccato, en helemaal rechts portato

Spiccato is een Italiaanse muziekterm, afgeleid van het werkwoord spiccare (scheiden), die aanduidt dat de noten van elkaar gescheiden dienen gespeeld te worden. Meer specifiek is deze muziekterm van toepassing op strijkers, waarbij het scheiden van noten kan bekomen worden door een specifieke streektechniek te hanteren. Daarbij verlaat de strijkstok de snaren tussen de noten, en maakt deze als het ware een springende beweging - in dat verband wordt van een springende boog gesproken. De wijze waarop de strijkstok de snaar verlaat en terugkomt, tezamen met de lengte van de streek, bepalen de aard en de klank van spiccato.
Een passage in spiccato wordt in de muzieknotatie aangeduid door spicc. onder de notenbalk en puntjes bovenop de noten.
Voor het midden van de 18e eeuw werden staccato en spiccato als equivalente begrippen beschouwd. Net als staccato werd spiccato beschouwd als de tegenhanger van legato (gebonden speeltechniek). Pas later in de 18e werd spiccato gebruikt voor een specifiekere speelwijze. De spiccato-techniek werd langzamerhand belangrijker en nam vooral in de 20e-eeuwse muziek een belangrijke plaats in.
Een aantal verwante strijktechnieken zijn martelé, sautillé en ricochet.